# 西營盤

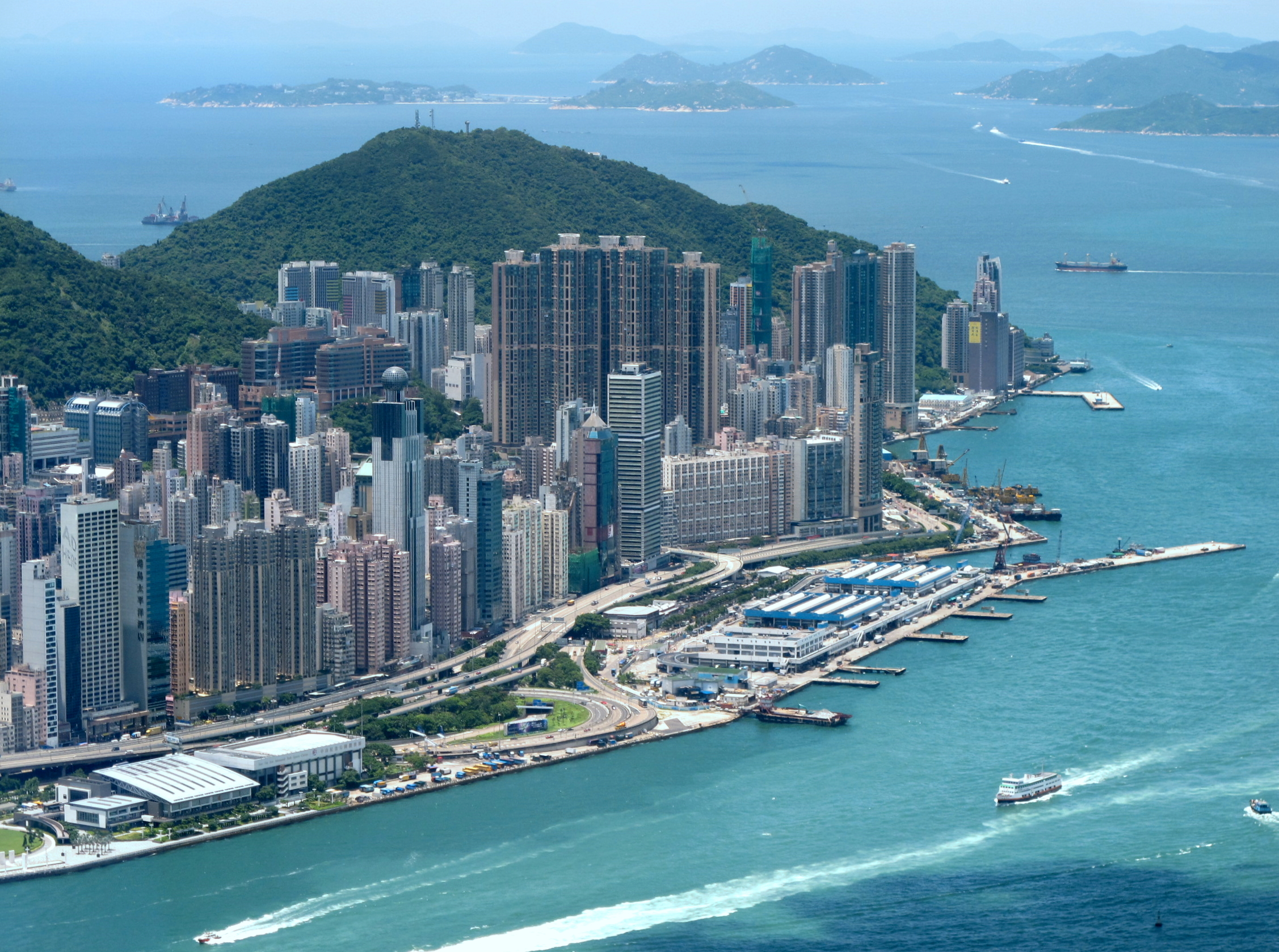
西環（西營盤、石塘咀及堅尼地城）

西營盤（英語：Sai Ying Pun），位於香港島中西區西部，與半山區及中上環相鄰，是香港島最早發展的住宅區及學校區，歷史悠久，其後政府於石塘咀填海開發堅尼地城。西營盤可按地勢分成「西營盤半山」和「西營盤北」兩個區域。西營盤半山是香港第一個有規劃的住宅區，街道布局呈目字形，而西營盤北則臨海，土地大部份是填海而成。
香港開埠前，英軍登陸佔領角（Possession Point）以西的西角（West Point）一帶築軍營，故名「西營盤」，西營盤見證香港自開埠以來的歷史、展現華洋雜處的特色。現時南以般咸道與西半山為界，及至維多利亞港岸，東接上環，西至石塘咀，即大約水街至威利麻街及西消防街一帶。

## 地理位置

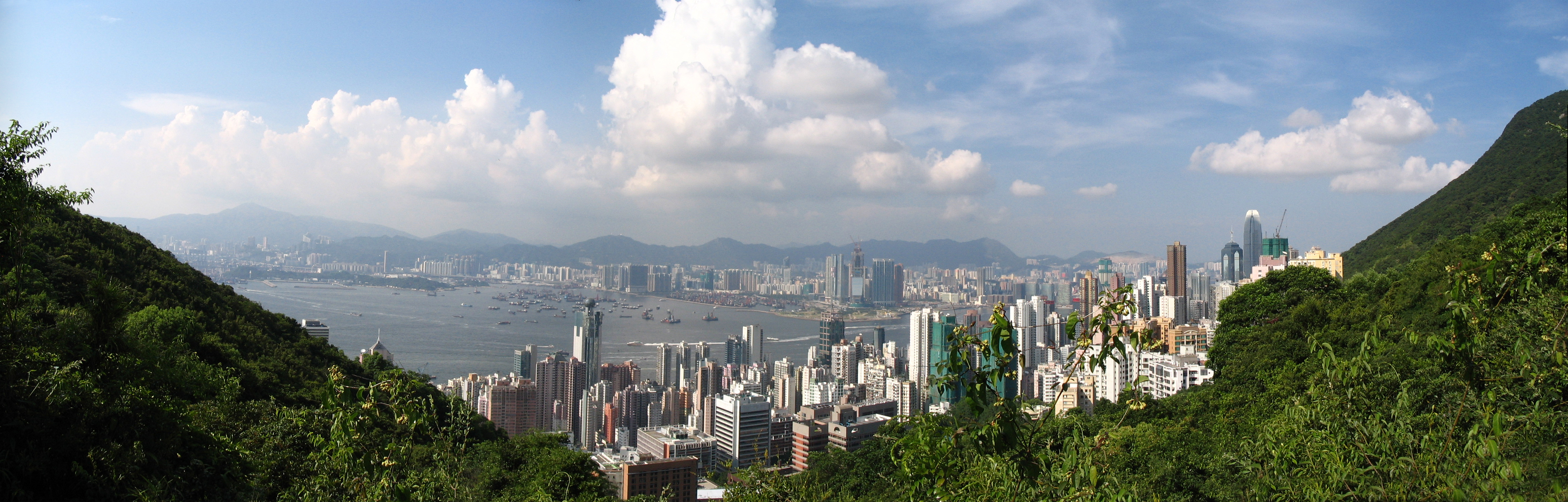
從龍虎山郊野公園克頓道眺望西營盤和對岸的西九龍，並可隠約看到中上環，尤以國際金融中心二期最為突出。左右的兩個山坡分別屬於龍虎山和太平山

## 歷史與發展

### 開埠初期

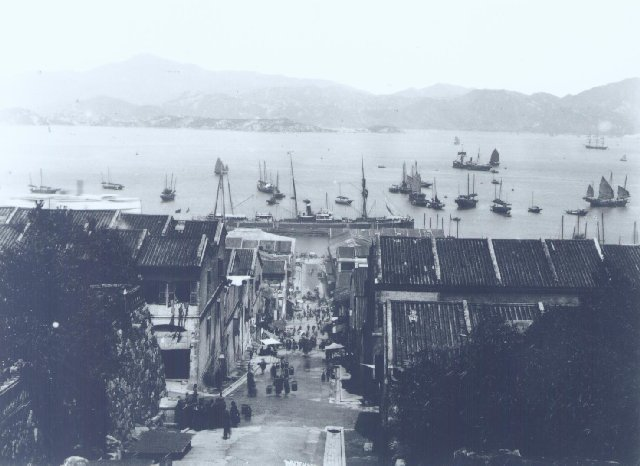
1890年的東邊街

1841年（道光二十一年）1月26日英軍登陸西營盤，是為現時水坑口街，到處荒蕪一片。時年五月，據《香港憲報》公布的人口統計，當時西營盤約有7,450人。早於1850年代發展的西營盤有如香港歷史縮影。因位處海邊、山勢陡峭，軍事優勢顯然，香港政府選擇西營盤作為英軍軍營，為來自印度的孟加拉志願軍駐紮，有八百名印籍士兵。營地位置即今時水街山邊。。1842年《廣州周報》就香港建設規劃有如此報道：「沿北面海灣由西往東約四英里，東面是怡和洋行的建築物所在的半島，西面是孟加拉志願軍駐紮的營盤，一條馬路聯結東西兩據點。」這裏所指的孟加拉志願軍營盤，便是西營盤。
太平天國起義，中國大陸局勢動盪，觸發香港開埠以來首次大規模難民潮，大批難民為逃避戰火而湧入香港。1848年，香港島人口僅21,514人，但及至1853年，人口已增至39,107人。後來起義軍實力減弱，人口增長方見回落。難民當中包括一批富有的華商，這批華人富商與清廷及當時殖民地政府關係密切，其中最為重要的人物要數李陞。李陞早年活躍於西營盤一帶，政府開始發展西營盤時，李跟隨大哥李良來到香港創業，並於1857年在西營盤一帶大量買地。除了興建碼頭、倉庫、開設銀號，還有轉賣土地和房產賺取巨額利潤。李陞是香港首個發展房地產的華商。李良去世後，李陞就成為族中領袖，進軍房地產市場，參與政府的填海計劃，開發李陞街和高陞街等。1889年英資地產公司置地成立時，李陞成為該洋行的股東兼董事，於港府和清政府間左右逢源，故此李陞對西營盤的發展的影響莫大。

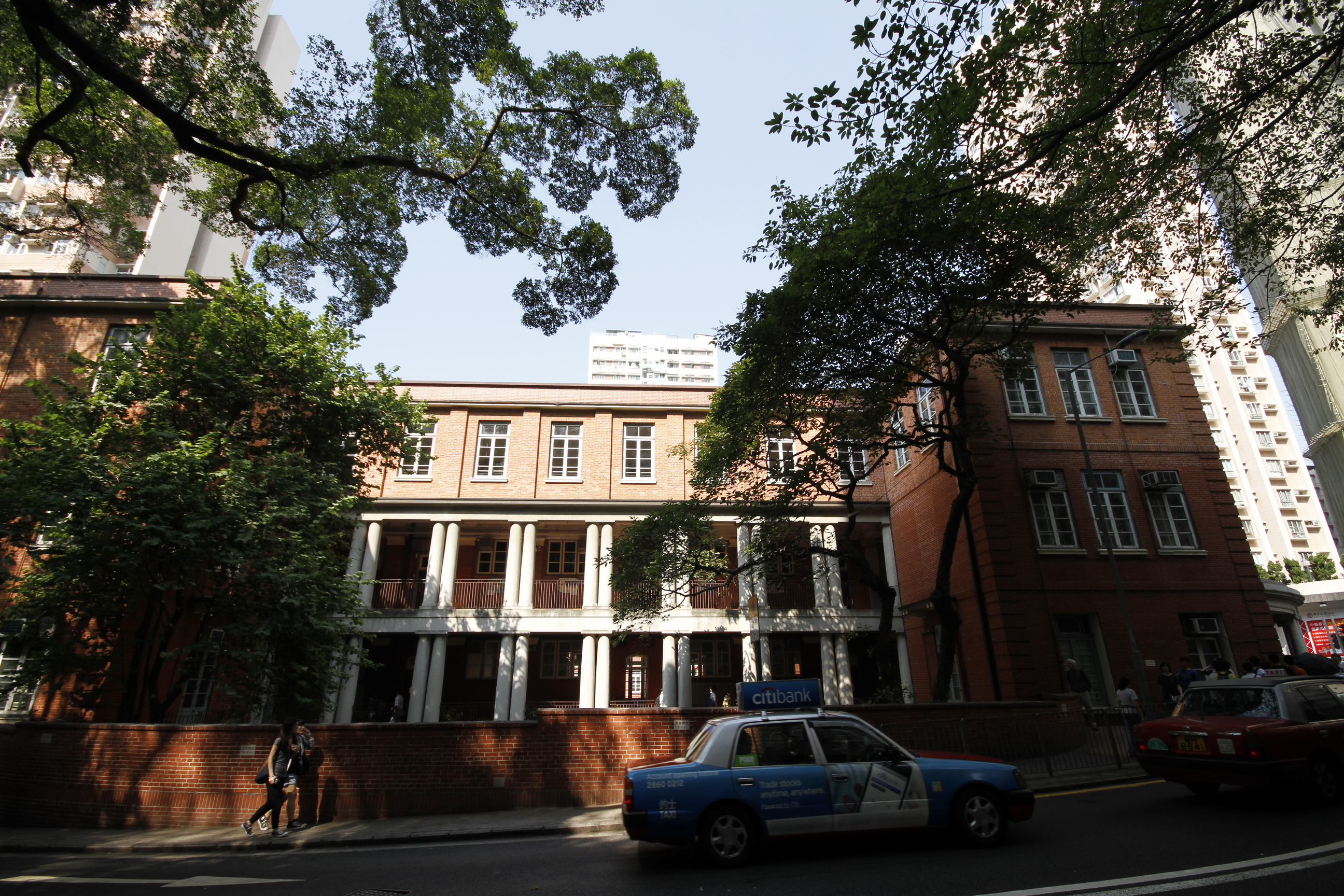
位於般咸道63號A的英皇書院，其成立之初是香港規模最大的中學校，前身為1857年的西角官學堂。校舍由英國建築師道巴恩設計，是香港現存歷史最悠久的官立中學校舍，現為香港法定古蹟

西營盤近海，是貿易重地，遠洋帆船或蒸氣船停靠近岸，就靠舢舨運貨上岸，維修、貨運等相關行業一直伸延至堅尼地城，不少居民都在碼頭一帶工作。市中心售賣海味和中藥材的店鋪林立，並一直發展至今。西營盤一帶，自皇后大道西一直向山上發展，劃第一街、第二街、第三街和高街，東西則以東邊街和西邊街為界，而正街則為這個區域的中心點，形成「目」字形的街道規劃。西營盤是首個有妥善公共服務的區域，建築富殖民地色彩。。
1874年，香港政府創立國家醫院，位於現時皇后大道西雀仔橋的西營盤賽馬會分科診所一帶，然而已重建為現時的診所而非原貌。瑪麗醫院落成前，國家醫院一直是香港大學的教學醫院。歷史上曾有兩名革命人士到國家醫院就醫。一是楊衢雲，輔仁文社社長，興中會首任會長，曾發動乙未廣州起義及惠州起義。1901年1月10日傍晚，楊衢雲在中環結志街52號寓所遭清廷買兇射殺，中槍後楊送往國家醫院搶救，惟翌日不治，葬於跑馬地香港墳場，無字碑上刻有6348編號，有削頂的石柱以示死於非命。1903年謝纘泰為亡友復仇，發動大明順天國起義，但因洩漏風聲而作罷。另外一位是黃興，在黃花崗起義事敗後逃到香港，並於國家醫院治療。

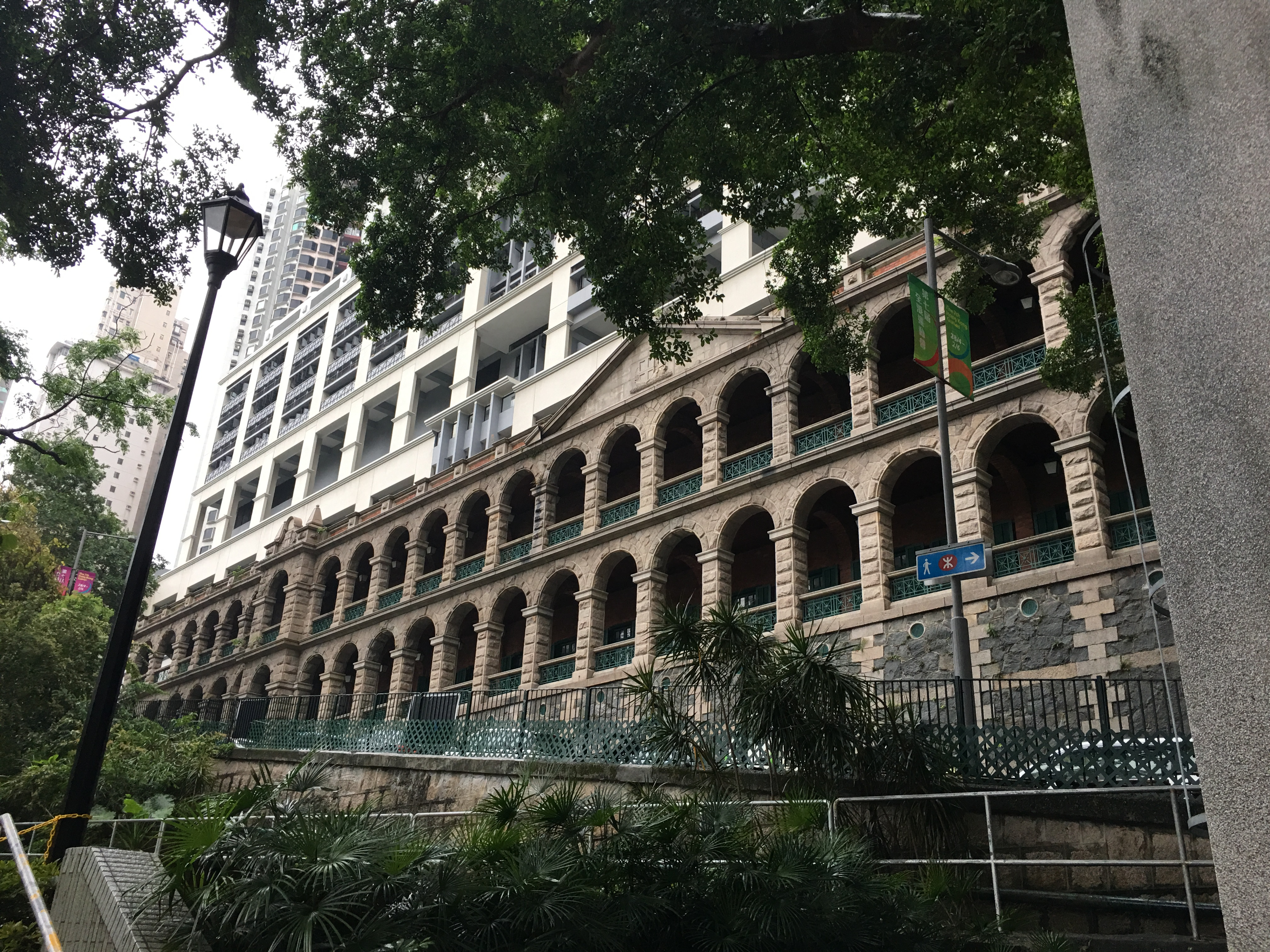
國家醫院外籍護士宿舍遺址，現為香港法定古蹟

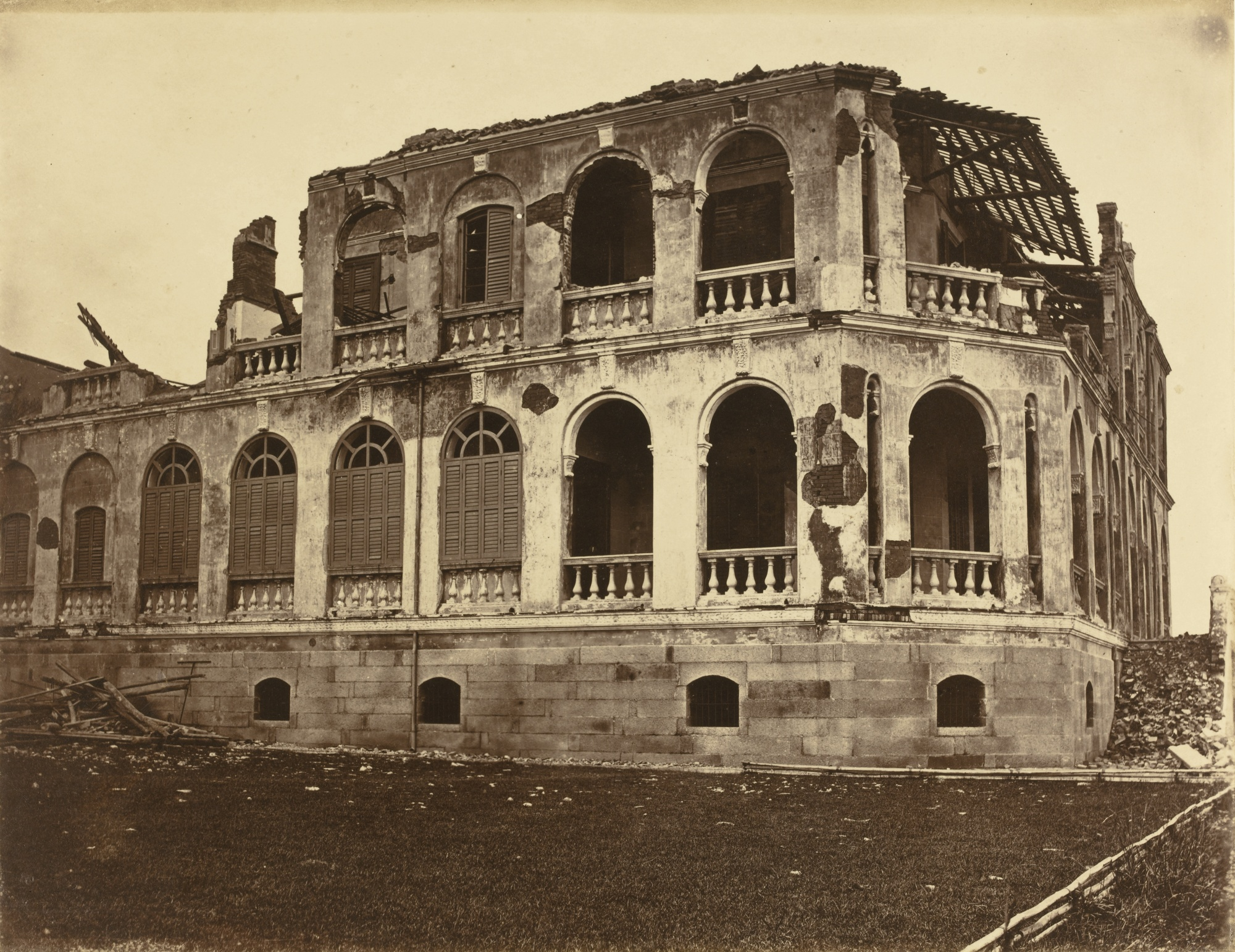
十九世紀的西營盤半山是香港上流社會官紳的聚居地，圖為法官亨利·約翰·鮑爾 位於西營盤西邊街的官邸，毁於1874年的甲戌風災，後由商人庇理羅士重建，於1903年被英國海外傳道會用作創辦聖士提反書院。由黎芳攝於1874年9月。

高街盡頭為國家醫院外籍護士宿舍遺址，建於1892年，建築物設計富殖民地風格，外圍是拱形長廊及護土牆，斜尖屋頂蓋以瓦片。由於當時香港極缺醫療人才，普遍華人的醫學常識貧乏，生病時多到廟宇祈福，以香爐灰當藥。英國政府遂以優厚福利作招徠，從英國及其屬土招外籍醫療人員來港，又在1892年於西營盤興建寬敞的國家醫院護士宿舍。1940年代，國家醫院東翼落成。及至1941年，建築物不再作外籍醫療人員宿舍之用。第二次世界大戰後，大樓改作精神病院。至1961年，青山精神病院落成後，院舍遂改作日間精神科門診部。1971年以後，建築物閒置，直至90年代，政府決定保存其外牆，現只留下麻石外牆和迴廊立面，內部則改建為西營盤社區綜合大樓。

### 鼠疫爆發至二十世紀初

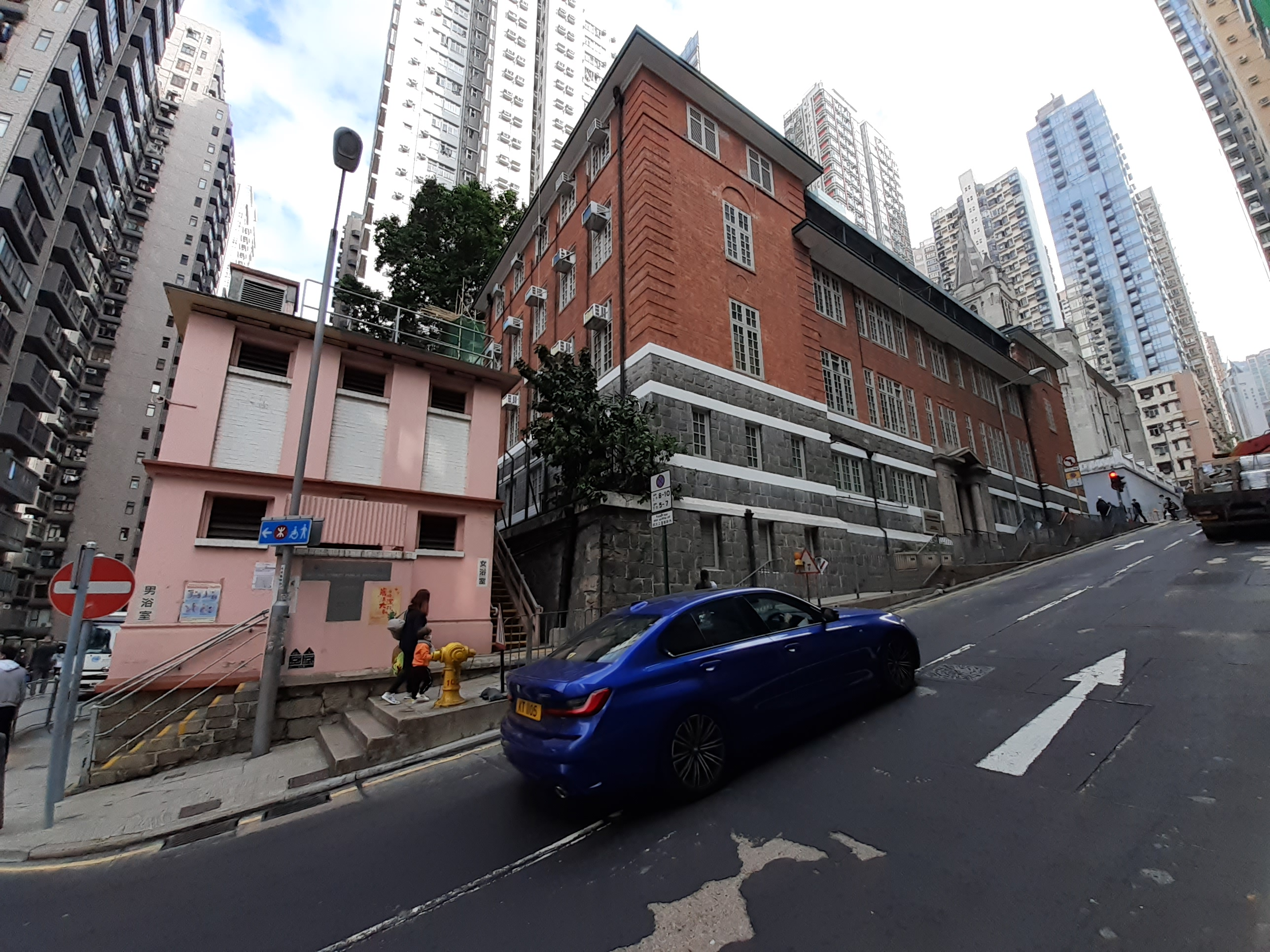
舊贊育醫院，原為一所由英國倫敦傳道會創辦的私營婦產科醫院，現為一級歷史建築

一1894年五至十月鼠疫於香港爆發，華人染病者眾，逾二千人病死，是香港開埠時最多人死亡的瘟疫，香港三分之一人口逃離。此後至1926年的三十年間，鼠疫幾乎每年出現，致逾二萬人死亡。華商建議在附近的更練館(類似民間自衛隊的辦公室)設病床，予鼠疫病人接受治療。其後政府撥地興建西約華人公立醫局，會址在1909年落成，為居民提供治療。1938年，醫局改為醫院職員宿舍，會址後來用作長春社文化古蹟資源中心。
有鑑鼠疫橫行，殖民政府開始興建新式醫院、學校及醫學院，培育華人醫療人才，以減輕政府對外招聘醫生的負擔。西營盤是多家香港名校的發源地或所在地，如英皇書院、聖士提反女子中學、拔萃男書院、拔萃女書院、聖士提反書院。1930年香港政府訂「四環九約」，西營盤位屬第三約。1922年西約華人公立醫局旁建成舊贊育醫院，提供西醫接生。這橦建築物曾經是贊育醫院三部分建築物之一，瑪麗醫院落成前，又作香港大學婦產科的教學和實習醫院。克寧醫生(Dr. Alice D. Hickling)是首位來港的女醫生，她有份建議成立贊育醫院，亦致力培訓華人助產士上門接生。有些助產士學成出山，在外開設留產所，令西醫接生在港普及。醫院門外有「好生之謂德，保赤以為懷」對聯，出自清朝遺老香港大學中文系系主任賴際熙之手，而門頂上的「贊育醫院」則由另一清朝遺老陳伯陶題。二次大戰後轉營為贊育社會服務中心，而贊育醫院則遷至醫院道。舊贊育醫院大樓已獲古物諮詢委員會評定為香港一級歷史建築，現時為多用途社區會堂。香港基督教崇真會救恩堂則座落於西邊街與高街交界，1852年，基督教香港崇真會救恩堂成立，由瑞士巴色差會之宣教士所創。堂址於1932年重建，現已列為香港三級歷史建築。英皇書院位於西邊街尾，般咸道交界，現已為法定古蹟。

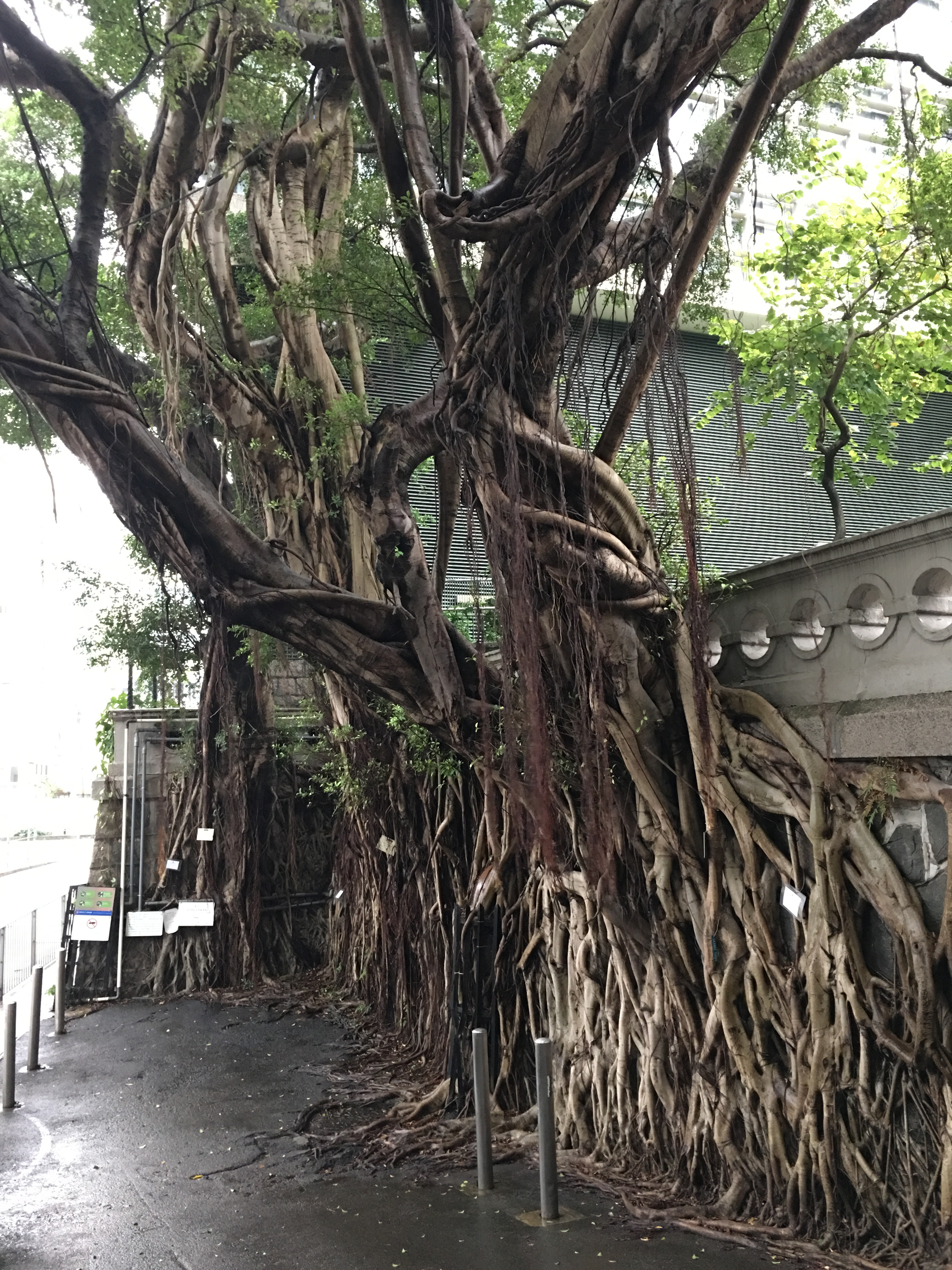
香港佐治五世紀念公園建於1936年。公園外牆由古老大麻石建成，北臨醫院道，因有多棵古老細葉榕樹而聞名。

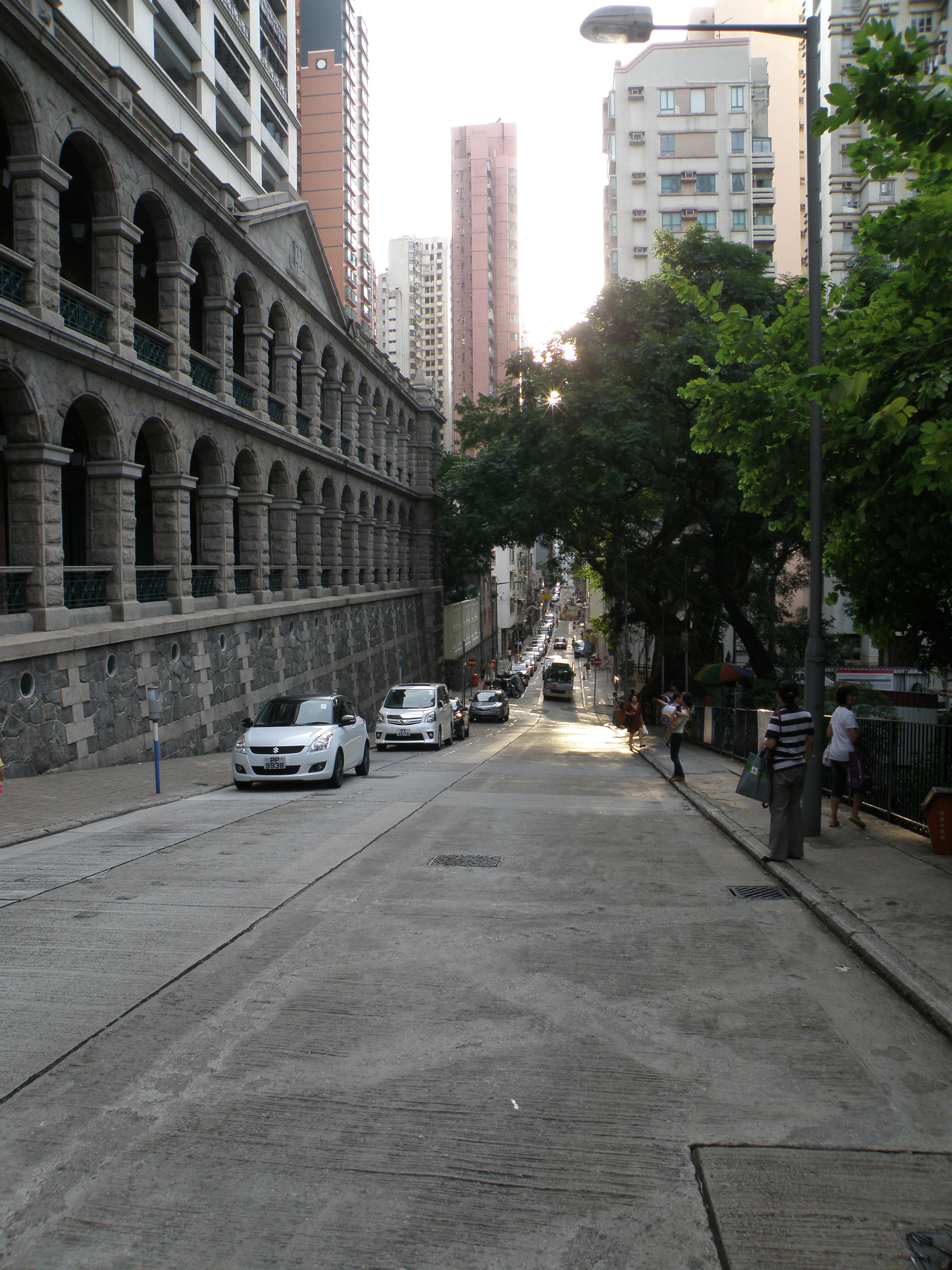
高街

### 二次大戰以後
二戰期間香港淪陷，西營盤的社區建築遭受戰火破壞，民生凋敝。戰事平息後，樓房重建，見證往後香港工業轉型、移山填海。早年西營盤佈滿樓高四、五層的舊式唐樓，底層多是小本經營的商舖。1967年8月六七暴動期間，西營盤皇后大道西和正街的十字路口發生連環炸彈襲擊，該恐襲造成一死四傷。

### 九十年代
1990年起，西營盤轉變急速。市區重建、西區海底隧道落成（一九九七年通車）及港島綫西延（二〇一四年尾通車），更加劇其變，地產商不斷在西環覓地建豪宅。現時西營盤獲歷史建築評級的戰前民居只剩3幢，包括德輔道西207號、餘樂里10號及堅尼地城青蓮臺9號。德輔道西207號現仍有人居住。建於一九二一年，曾作商號和住宅，一九三四年時曾是廣利蓆庄舖址，一九八五年改為勵豐釀酒公司，公司雖已結業，但店前仍保留其標誌；其餘兩幢則分別建於一九三六年及一九二〇年代。西營盤其他碩果僅存，獲保留的評級建築多為公營機構、教堂。不少街舗小店紮根多年，與街坊鄰里要好，但終難敵業主大幅加租，遭新遷入的餐廳與酒吧取代。

### 近年發展

#### 西營盤歷史主題公園
二〇〇五年市區重建局宣布西營盤餘樂里的發展計劃，打算在港島鬧市建歷史主題公園，將絕大部份重建地方闢為休憩公園，使之具中西區文化特色；市建局會將一幢過百年歷史的唐樓改建為歷史文物館，收藏40-50年代中西區居民的生活點滴。該局高級規劃及發展經理區志偉在記者會表示，現時很難評估能否保存整幢樓宇，若須拆卸，市建局會彷效澳門大三巴般，保留唐樓外牆成公園地標。 市建局地區發展總監李敬志說，市建局過往進行重建時通常只重拆樓、起樓，有鑑於中西區缺乏休憩設施，故重建餘樂里/正街項目時注重綠化，這亦是市建局首個以休憩設施為主的項目。

#### 西港島線
二〇一五年港島綫西延綫全綫通車，方便該區街坊之餘更吸引了區外客到西區。一向給人印象是舊區的西環近年甚至轉型成蘇豪區，高街開滿新餐廳，集合中日美意法韓，2017年大量食肆已結業。

## 古蹟及歷史建築
| 名稱                                                 | 建成年份       | 圖片 | 保育情況     | 備註 |
| ---------------------------------------------------- | -------------- | ---- | ------------ | ---- |
| 西約華人公立醫局（舊贊育醫院附屬建築物）             | 1938年         |      | 二級歷史建築 |      |
| 舊贊育醫院（今西區社區中心）                         | 1922年         |      | 一級歷史建築 |      |
| 國家醫院外籍護士宿舍（舊精神病院正立面）             | 1892年         |      | 法定古蹟     |      |
| 英皇書院                                             | 1926年         |      | 法定古蹟     |      |
| 聖士提反女子中學主樓                                 | 1906年         |      | 法定古蹟     |      |
| 般咸道官立小學（原址為曰字樓女館）                   | 1860年         |      | 法定古蹟     |      |
| 戴麟趾康復中心南翼（原址為半山警署）                 | 1934年至1935年 |      | 三級歷史建築 |      |
| 基督教香港崇真會救恩堂                               | 1931年至1932年 |      | 一級歷史建築 |      |
| 明愛凌月仙幼稚園（原址為嘉諾撒仁愛女修會的寄宿學校） | 1949年         |      | 三級歷史建築 |      |
| 域多利精神病院（舊華人精神病院主樓及職員宿舍）       | 1920年代       |      | 二級歷史建築 |      |
| 磅巷台階                                             | 約1860年代     |      | 二級歷史建築 |      |
| 中華基督教禮賢會香港堂前座                           | 1914年         |      | 三級歷史建築 |      |

## 著名地點、街道及建築物
因西營盤鄰近中環商業區，政府機構如中央人民政府駐香港特別行政區聯絡辦公室總部及許多跨國企業将辦公室搬遷到西營盤。

### 地點及街道

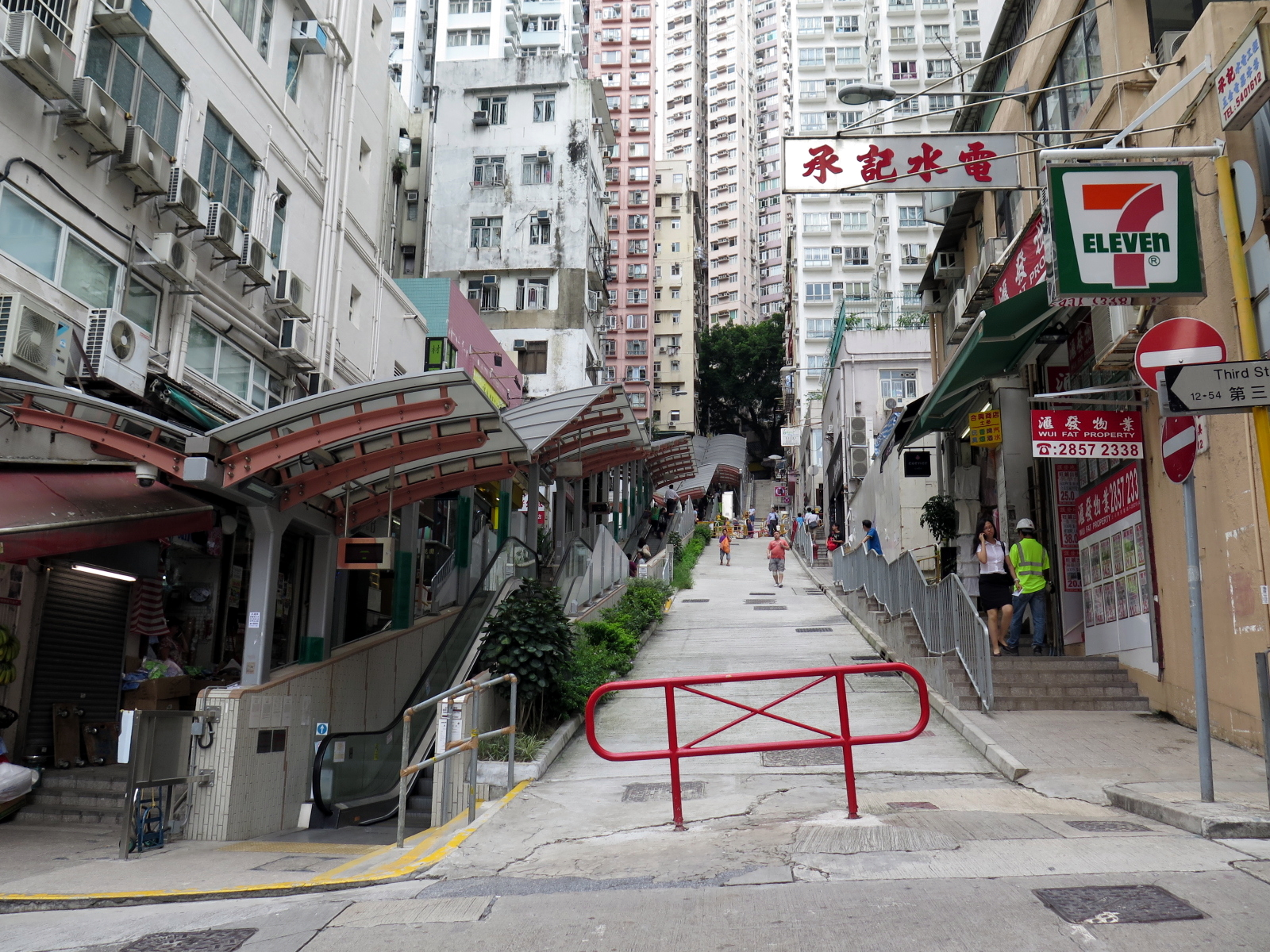
正街自動扶梯連接系統

- 高街
- 香港佐治五世紀念公園
- 西營盤社區綜合大樓
- 高陞街（中藥材集中地）

### 建築物
- 戴麟趾康復中心（原址為前半山警署）
- 正街街市及西營盤街市
- 菲臘牙科醫院
- 贊育醫院

### 教育
- 英皇書院（校舍已被香港古物古蹟辦事處評為法定古蹟）
- 聖保羅書院
- 聖士提反女子中學
- 般咸道官立小學
- 中西區聖安多尼學校
- 李陞小學
- 聖嘉勒小學
- 香港崇真會救恩堂及救恩學校
- 樂善堂梁銶琚書院

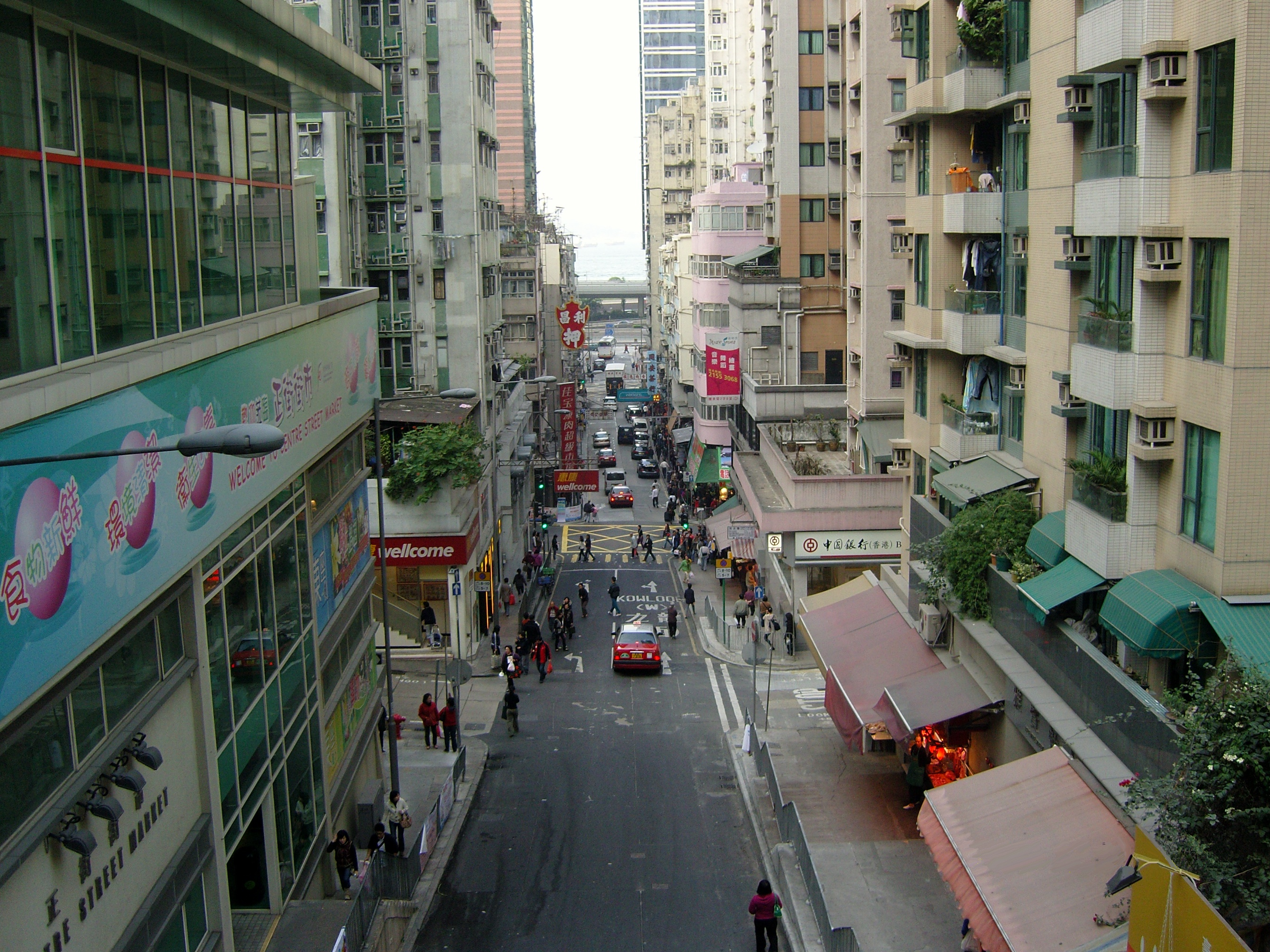
正街
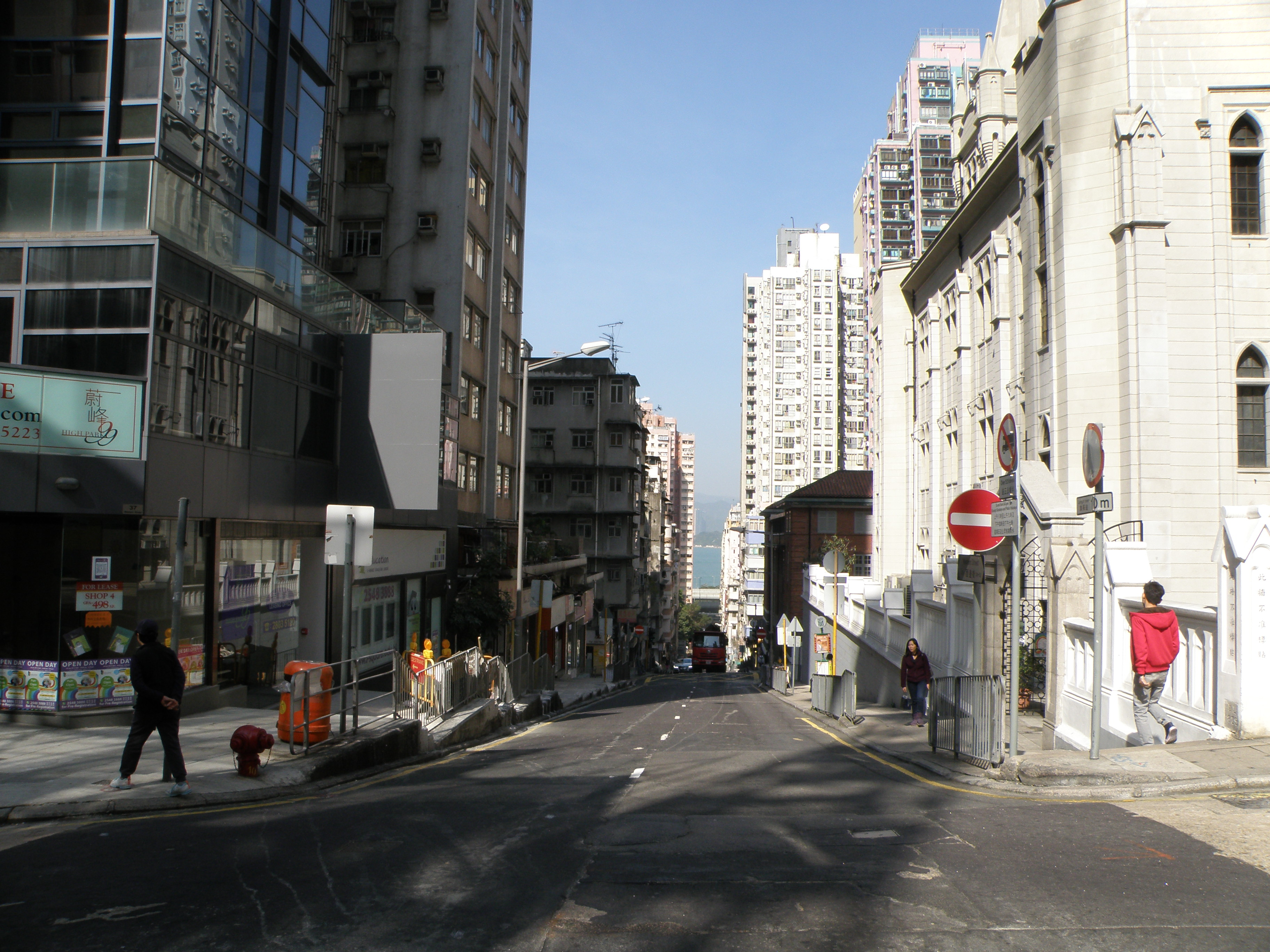
西邊街
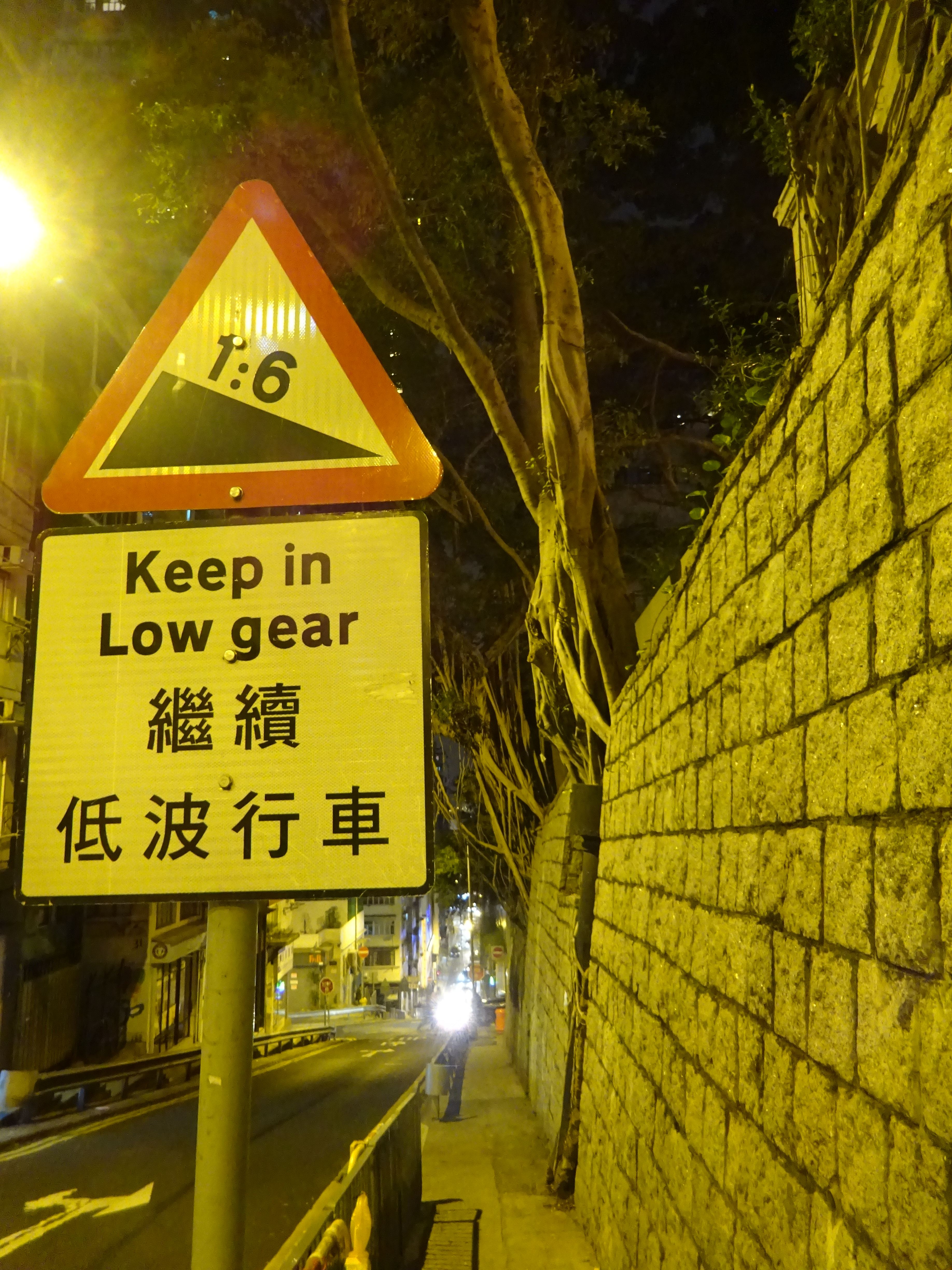
東邊街
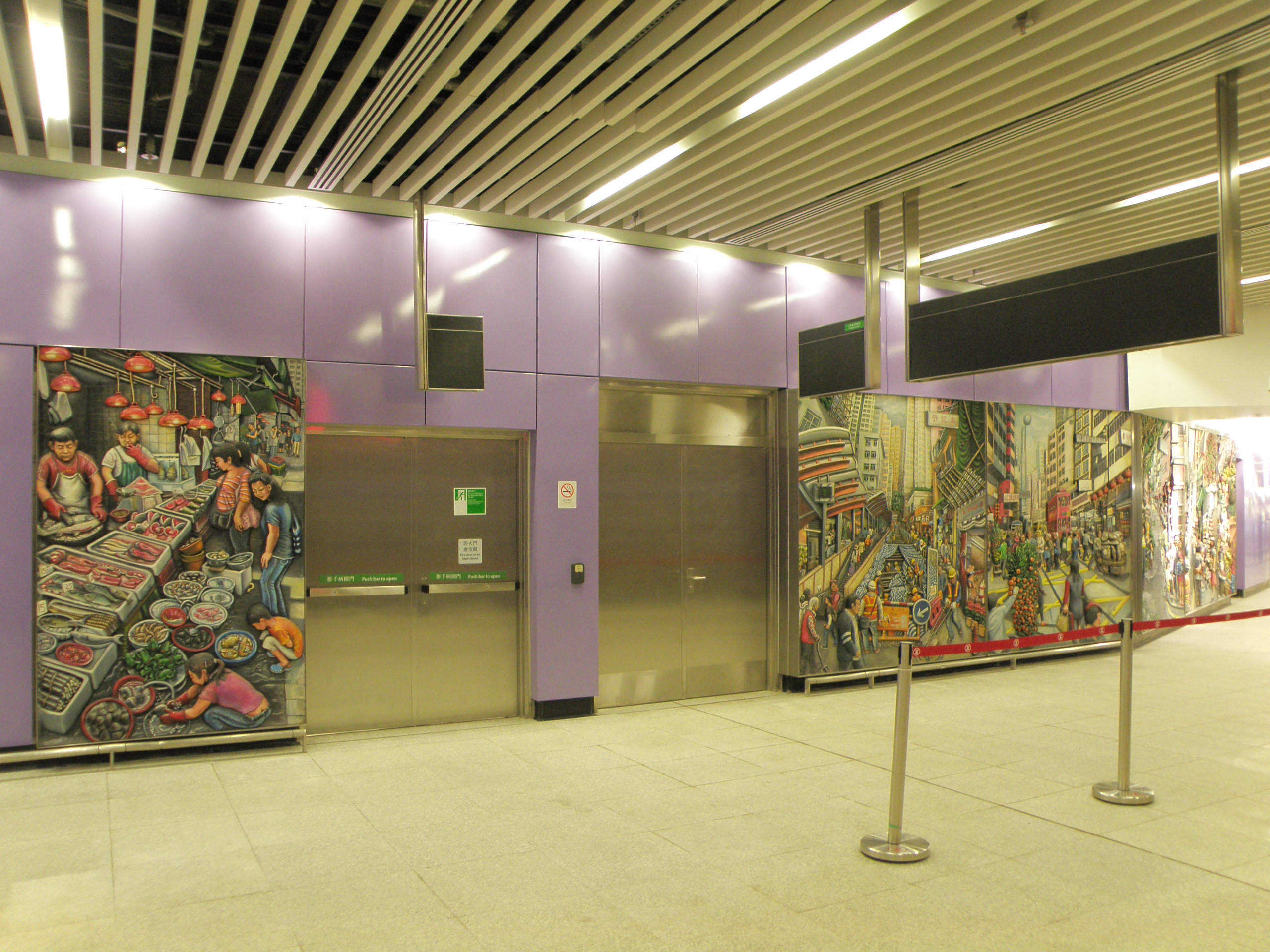
街景浮雕 （B出入口地底）
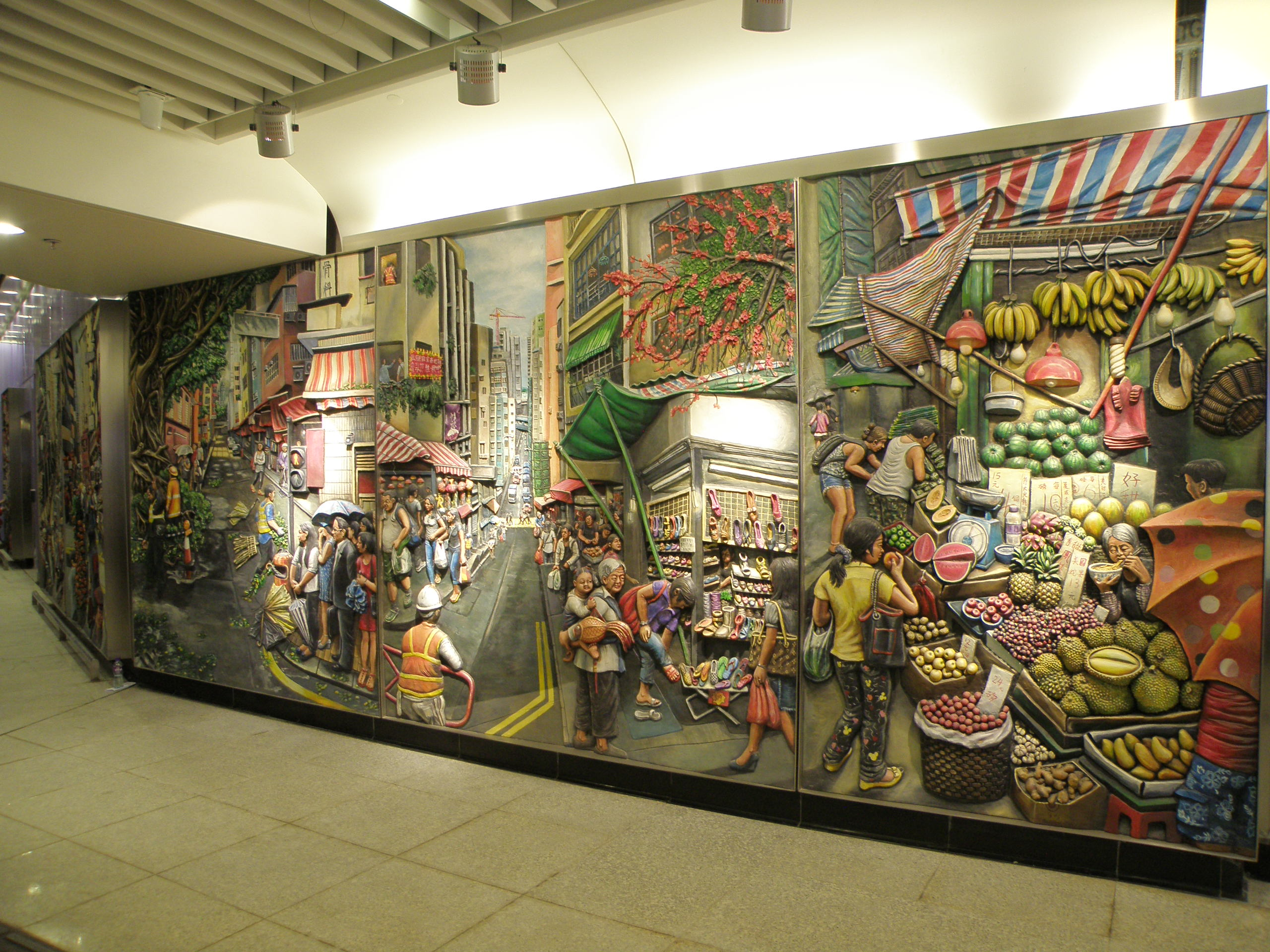
街景浮雕 （B出入口地底）
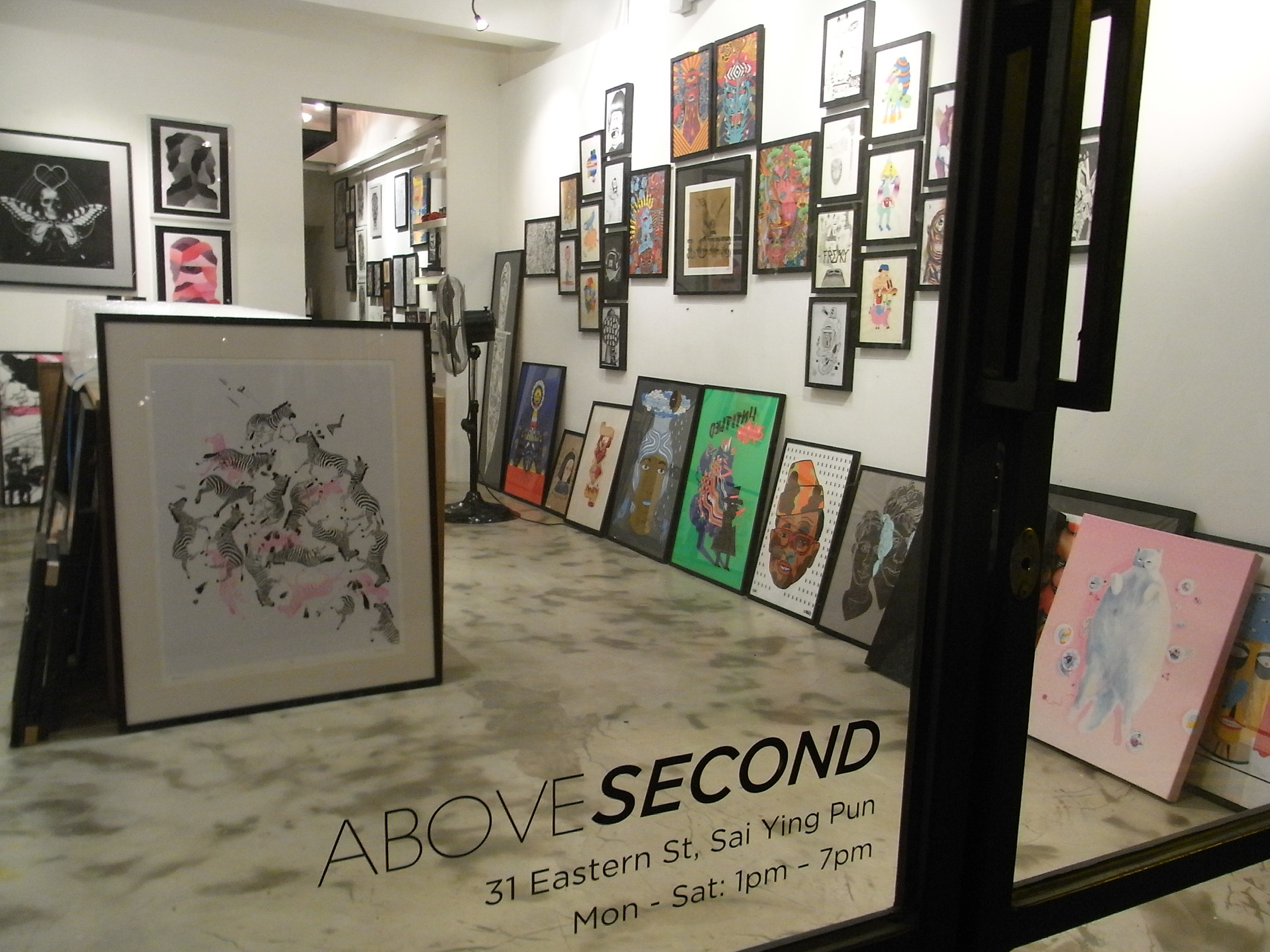
東邊街藝術工作室
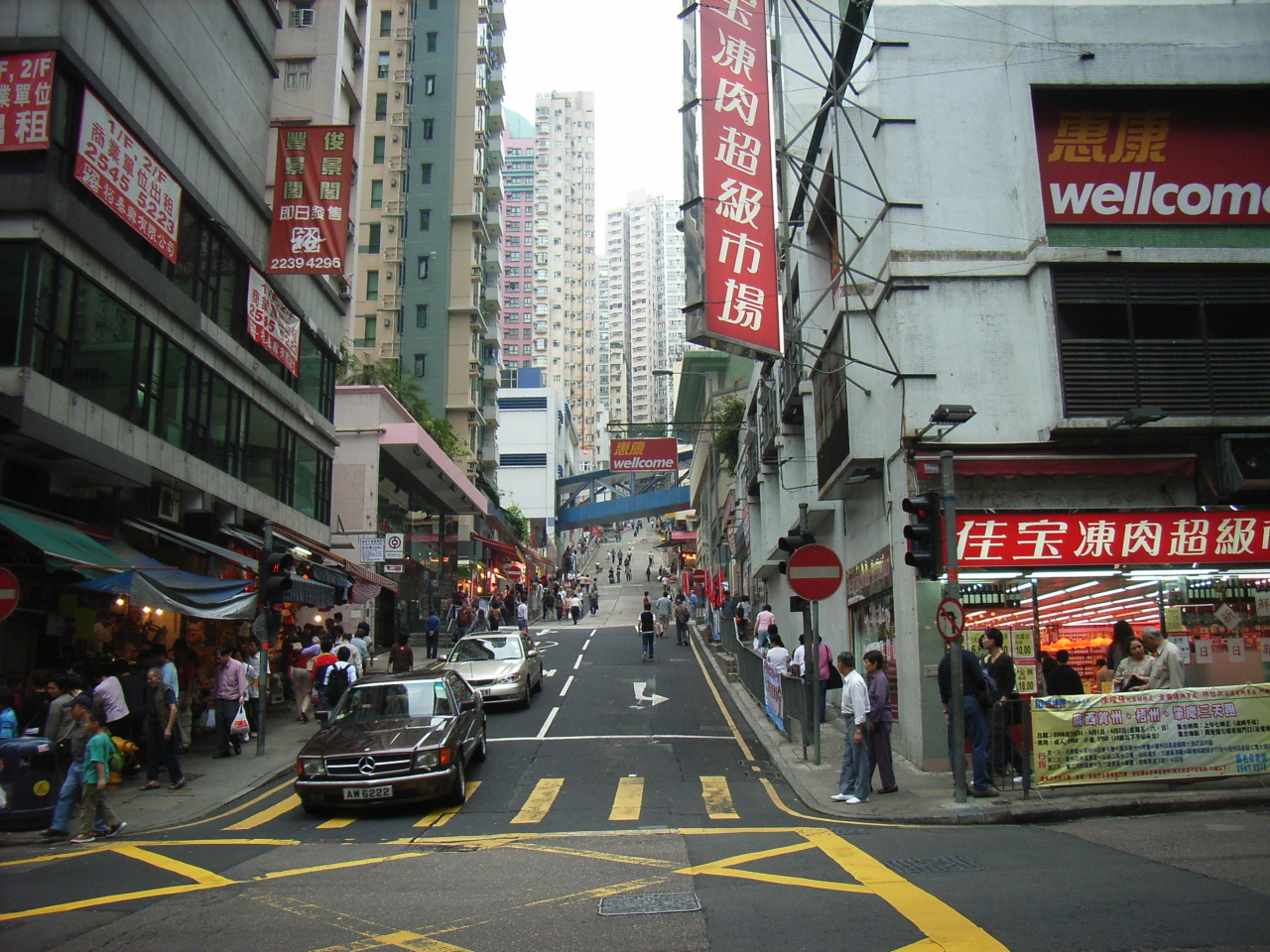
南望正街和皇后大道西交界

## 私人屋苑
- 縉城峰（Island Crest），西營盤第一街8號
- 維港峰 (Upton)，西營盤干諾道西178至180號
- 薈臻（The Met. Sublime），西營盤桂香街1號
- 西浦（Soho 189），西營盤皇后大道西189號
- 星鑽（The Nova），西營盤第三街88號
- 麗華樓（Lai Wah House），西營盤桂香街12-16號（12-16 Kwai Heung Street）
- 明德山（King's Hill），西營盤西邊街38號
- Kensington Hill，西營盤高街98號
- 高樂花園（Connaught Garden），干諾道西155號
- 西園（Westen Garden），西營盤第二街83號
- 均益大廈第三期（Kwan Yick Building)， 西營盤德輔道西273號

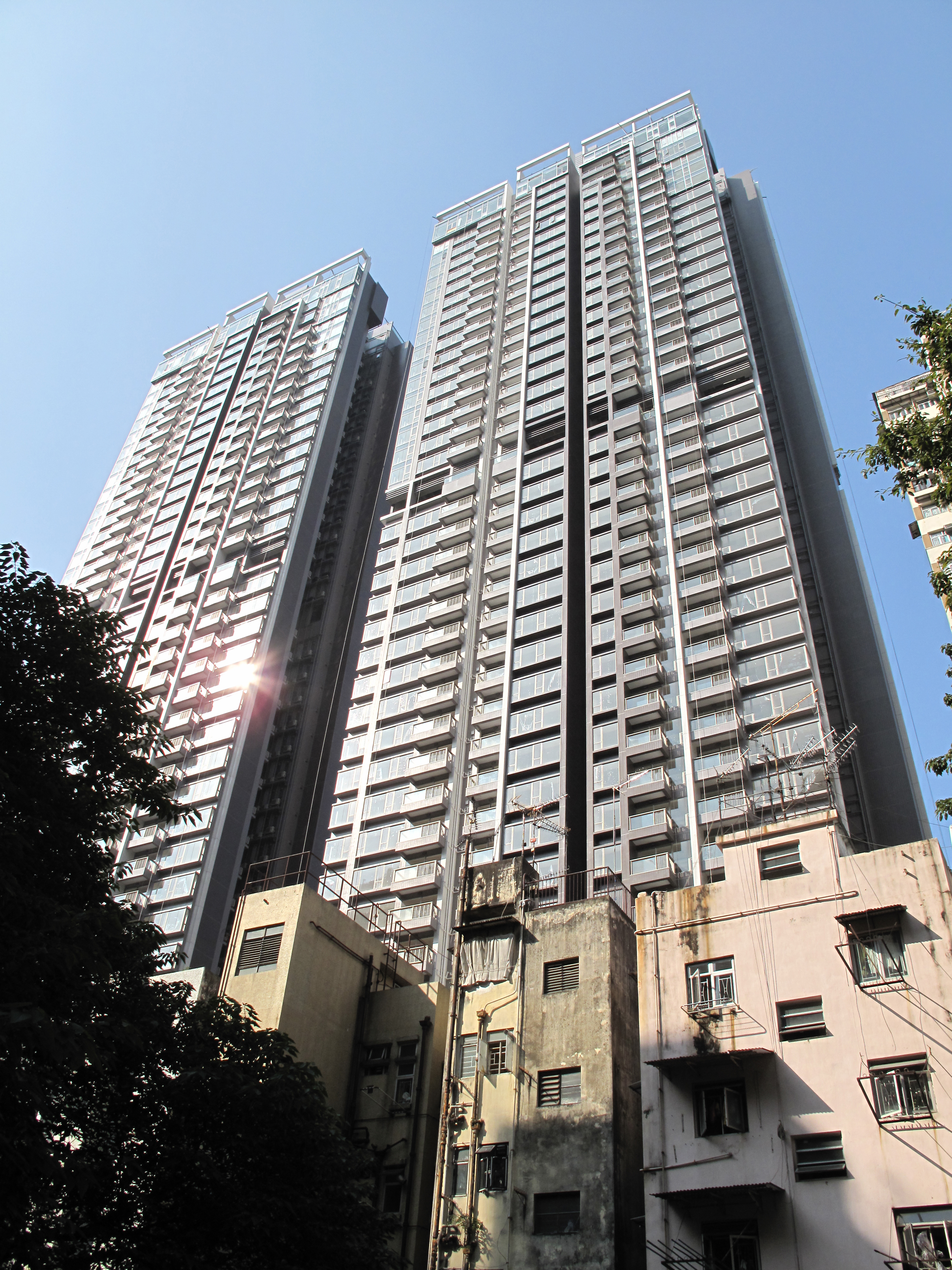
縉城峰面向第二街的外牆，攝於郭興里
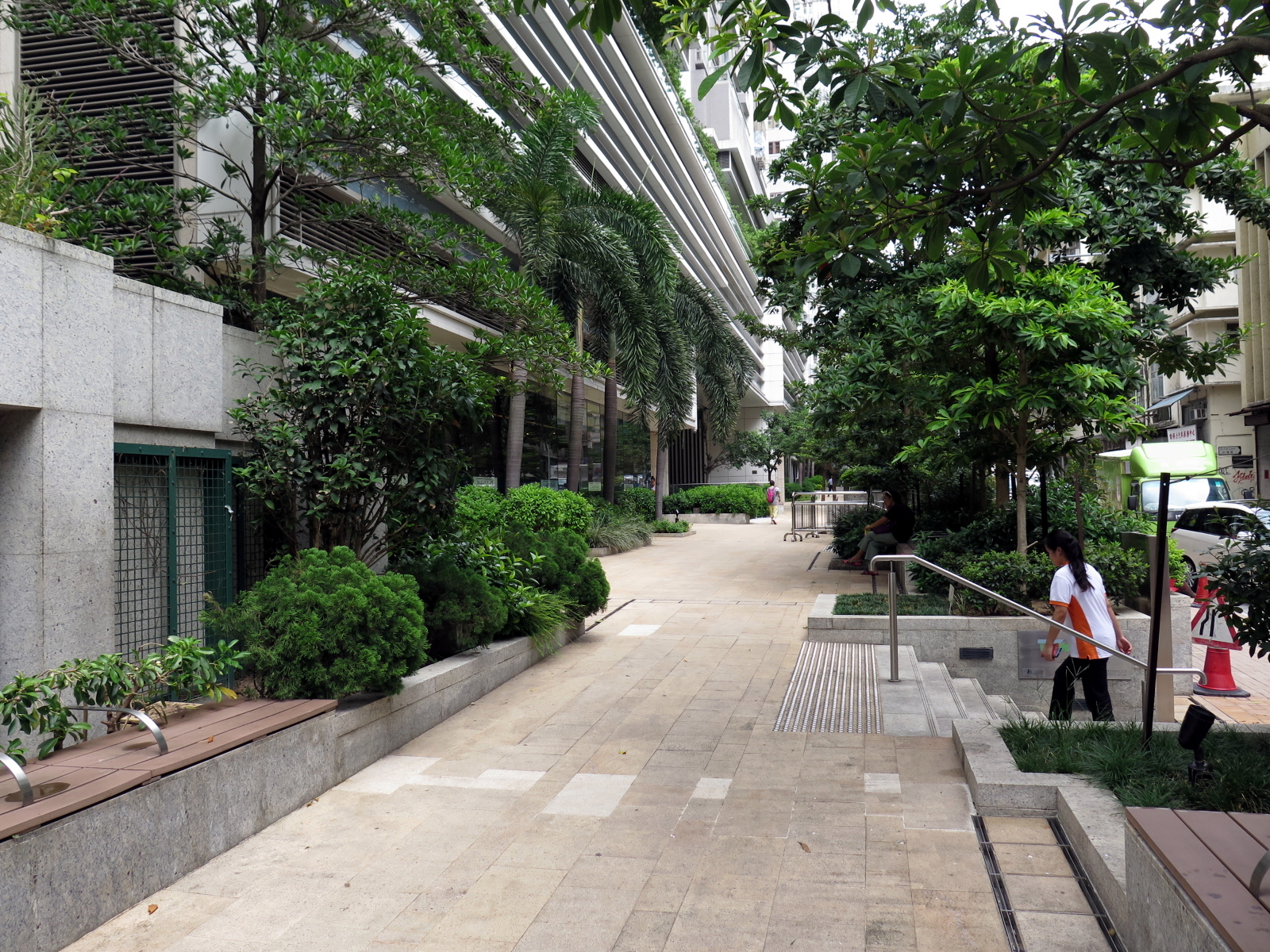
縉城峰
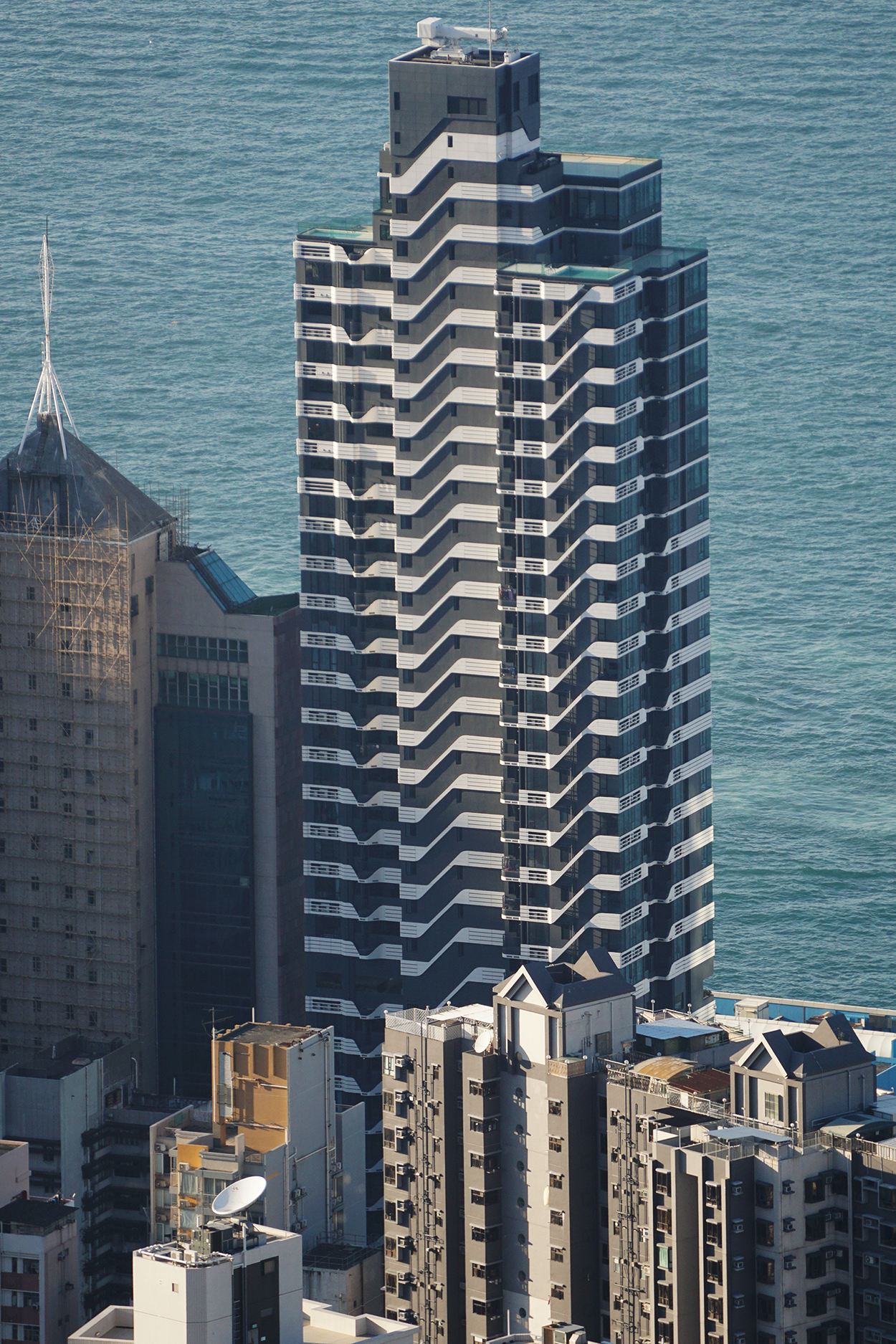
維港峰

## 交通
港鐵於西營盤設有港島綫的西營盤站。西營盤鄰近中上環商業區，去中環需約5分鐘車程。
经西區海底隧道可达九龍。港鐵香港大學站是規劃中南港島綫（西段）的轉綫站。

## 街道規劃

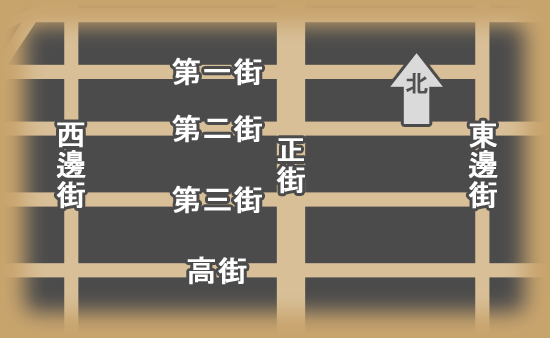
西營盤早期街道規劃

西營盤是香港最早發展區域之一，1851年因為太平天國的關係，大量中國難民的湧入。當時政府為了安置這些難民，便開發西營盤一帶，屬香港第一個有規劃的住宅區。西營盤巷里特色一直為人稱道，目字形的街道，地勢由低至高數起，橫向的是第一街、第二街、第三街和「高街」，豎向的是西邊街、正街和東邊街，建築物樓下為街舖樓上為住宅。舊時是地勢愈高愈富有，住高街（第四街）的是家境優裕之人，再往上走如般咸道，就是半山區了。。

### 東西走向

#### 德輔道西
德輔道西本來稱為寶靈海旁西，是第4任香港總督寶靈所倡議的寶靈填海計劃下的產物。德輔道西東面連接干諾道西，前稱為三角碼頭一帶，經過海味店雲集的上環和西營盤，至屈地街一帶止，西面連接的堅彌地城海旁。介乎皇后街與正街之間的一段德輔道西，是海味街的一部份。

#### 皇后大道西
1841年香港政府在香港島西營盤至中環之間以移山方式建造第一條大馬路，皇后大道於1842年2月落成通車，全長四英里，這亦是香港最早的填海工程。

#### 第一街
第一街是早期西營盤發展的其中一部分。從南到北是高街、第三街、第二街及第一街；從西到東是西邊街、正街及東邊街。第一街西邊連接薄扶林道，而東邊連接東邊街，長約250米，北部門牌為單數及在山坡上較低的位置。

#### 第二街
第二街是早期西營盤發展的其中一部分。從南到北是高街、第三街、第二街及第一街；從西到東是西邊街、正街及東邊街。第二街西邊連接水街，而東邊連接醫院道，長約450米。

#### 第三街
第三街（英语：Third Street）是香港島西營盤的一條單程行車的[街道]。第三街西東走向，西端起自薄扶林道69號B聖安多尼堂，東端至東邊街近香港佐治五世紀念公園之西面，長約700米。薄扶林道聖安多尼堂至水街一段第三街曾稱為炮台道，後來併入第三街至今。

#### 高街
高街原稱第四街，單線行車，可容小巴及私家車由東至西走向，有一行收費咪表路邊泊車位，兩邊有行人道，西端連接薄扶林道，東端則連接般咸道，長約700米。另外，在英国的牛津大學亦有一條同樣是東西走向的同名街道高街。

#### 般咸道
般咸道是香港西半山的一條主要道路，大致為東西走向，西端連接薄扶林道及山道交界，東端則連接堅道、醫院道及西摩道交界。大部份路段為雙線雙程行車。道路以第三任香港總督文咸（又稱般咸）命名，總長度1.3公里。香港日佔時期曾被改名為西大正通。

## 區議會議席分佈
由於西營盤與石塘咀十分相近，為方便比較，以下列表會以威利麻街、皇后大道西、東邊街、高街、薄扶林道至寶翠園、西祥街及西祥街北為範圍。
| 年度／範圍                                                                         | 2000－2003     | 2004－2007     | 2008－2011     | 2012－2015     | 2016－2019     | 2020－2023     |
| ---------------------------------------------------------------------------------- | -------------- | -------------- | -------------- | -------------- | -------------- | -------------- |
| 皇后大道西以南，威利麻街、東邊街以西， 山道以東（即第一街至高街沿線範圍）          | 正街及水街選區 | 正街及水街選區 | 正街及水街選區 | 正街及水街選區 | 正街及水街選區 | 正街及水街選區 |
| 威利麻街以西、皇后大道西以北、 般咸道、水街以東（德輔道西沿線範圍）                | 西營盤選區     | 西營盤選區     | 西營盤選區     | 西營盤選區     | 西營盤選區     | 西營盤選區     |
| 水街以西、皇后大道西以北至 皇后大道西堅尼地城海旁交界（德輔道西沿線範圍）          | 石塘咀選區     | 石塘咀選區     | 石塘咀選區     | 石塘咀選區     | 石塘咀選區     | 石塘咀選區     |
| 皇后大道西以南（自皇后大道西山道交界計)至 西祥街及西祥街北以北（德輔道西沿線範圍） | 寶翠選區一部分 | 寶翠選區一部分 | 寶翠選區一部分 | 寶翠選區一部分 | 寶翠選區一部分 | 寶翠選區一部分 |

註：以上主要範圍尚有其他細微調整（包括編號），請參閱有關區議會選舉選區分界地圖及條目。

## 外部連結
维基共享资源上的相關多媒體資源：西營盤